# Linalool
El linalool  es un terpeno con un grupo alcohol cuya forma natural es común en muchas flores y plantas aromáticas. Su olor floral, con un toque mentolado, le ha conferido cierto valor para su uso en productos aromáticos. Este monoterpeno tiene otros nombres, tales como β-linalool, alcohol linalil, óxido de linaloil, p-linalool, allo-ocimenol y 2,6-dimetill-2,7-octadien-6-ol.[cita requerida]

## En la naturaleza
Más de 200 especies de plantas producen linalool, especialmente dentro de las familias Lamiaceae (menta, hierbas aromáticas), Lauraceae (laurel, canela, Aniba rosaeodora) y Rutaceae (cítricos), así como en abedules y otras plantas presentes tanto en el trópico como en regiones templadas. También se ha conseguido en hongos y cannabis.

## Enantiómeros
El linalool tiene un centro quiral en C3 y por lo tanto puede existir en forma de dos isómeros ópticos: una forma es coriandrol o (S)-(+)-linalool (CAS n.º 126–̣90–9, PubChem 67179) y la otra es licareol o (R)-(–)-linalool (CAS n.º 126–91–0, PubChem 13562).

(S)-(+)-linalool & (R)-(–)-linalool.

Ambas formas enantiómeras están presentes en la naturaleza: el S-linalool es, por ejemplo, uno de los mayores constituyentes del aceite esencial del cilantro (Coriandrum sativum L. familia Apiaceae) , la palmarosa (Cymbopogon martinii var martinii (Roxb.) Wats., familia Poaceae), y el naranjo dulce (Citrus sinensis Osbeck, familia Rutaceae). Por otro lado el R-linalool está presente en la lavanda (Lavandula officinalis Chaix, familia Lamiaceae), el laurel (Laurus nobilis, familia Lauraceae) y la albahaca (Ocimum basilicum, familia Lamiaceae), entre otras plantas. 
Cada enantiómero evoca sensaciones diferentes en los seres humanos lo cual sugiere la presencia de diferentes canales neuronales. La molécula S-(+)-linalool evoca un olor dulzón, floral y con un toque de limón (umbral 7.4 ppb). La forma R tiene un aroma entre madera y lavanda (umbral 0.8 ppb).

## Biosíntesis
Entre las plantas más avanzadas, al igual que otros terpenoides, el linalool es producido a través de la vía del isopentil pirofosfato a partir del intermediario (isoprenoide) universal geranil pirofosfato. Esto a través de un tipo de enzimas ligadas a la membrana celular llamadas monoterpeno sintetasas. Una de estas, la linalool sintetasa (LIS), es la responsable de la producción de (S)-linalool en diversos tejidos florales.

## Usos
Además de ser utilizado como esencia aromática en utensilios domésticos tales como jabones, detergentes, champús y lociones, el linalool también sirve como reactivo químico intermediario necesario para producir otras sustancias como la vitamina E. Recientemente se encontró que tanto la mezcla racémica como cada uno de los enantiómeros por separado presentan propiedades anticonvulsivas más efectivas que la fenitoína siendo aún tan buenos como el diazepam, sin presentar los efectos adversos de este último.

## Información médica
El linalool debe ser evitada por gente con alergia a productos perfumados que lo contengan.